# Rod Obizzi

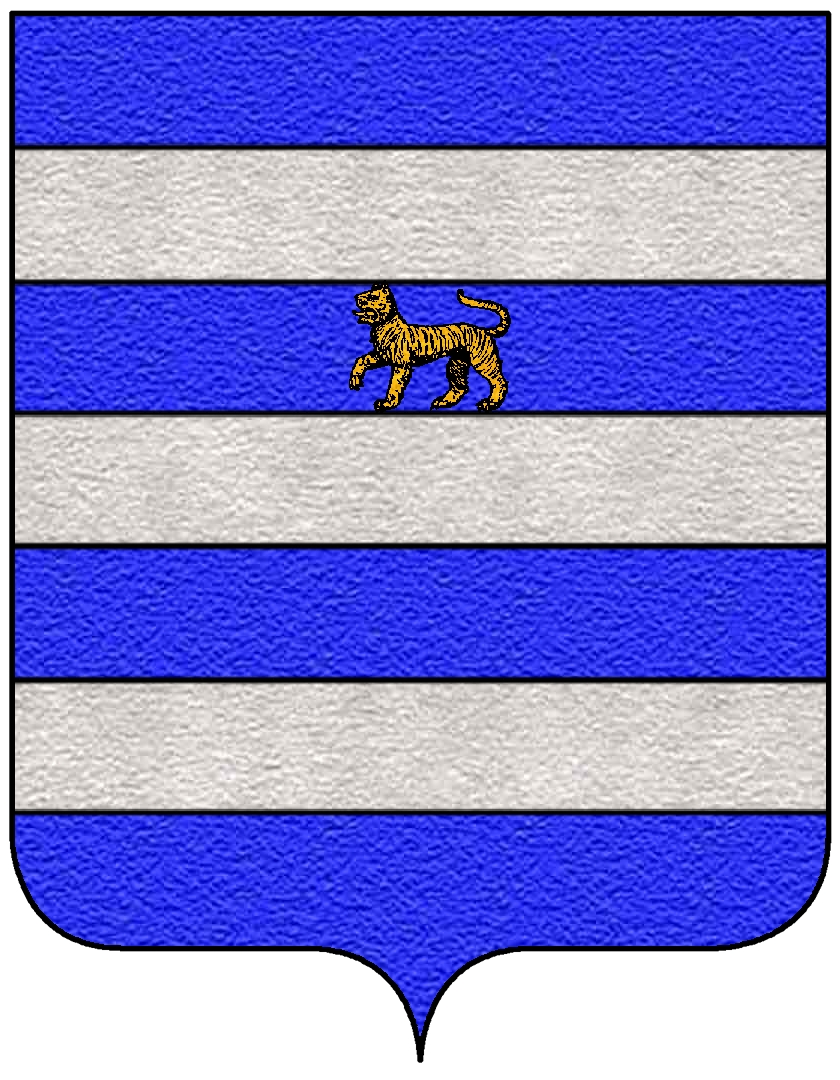
Erb rodiny Obizzi

Rod Obizzi, který se hlásil k původu franských hrabat z Burgundska, byl významným italským šlechtickým rodem z Padovy, který jako feudálové rodu Este nashromáždil velkou politickou moc a bohatství a je zmiňován již v 11. století. Markýzové "degli Obizzi del Catajo", jejichž rod skončil smrtí markýze Tommasa Obizzi v roce 1805, byli hlavami velkého rodu Guelfů.

## Historie
Rod Obizziů je známý svými vojenskými úspěchy; dokonce poskytli soukromou armádu na ochranu papeže. Tommaso Obizzi, který byl generálem papeže Urbana V. a kterého umírající Alberto d'Este jmenoval do regentské rady ve Ferraře, byl prvním Italem, který byl uveden do Podvazkového řádu. V 70. letech 15. století postavil Pio Enea Obizzi, bohatý condottiero, obrovský hrad Castello del Catajo v Battaglia Terme nedaleko Padovy; najal básníka Giuseppe Betussiho, aby sepsal okouzlující verzi historie rodiny Obizzi, a v 70. letech 15. století nechal na počest rodiny degli Obizzi vyzdobit hlavní patro freskami od Giovanniho Battisty Zelottiho. Pio Enea II. byl znalec hudby a básník, který patřil k prvním osobnostem zavádějícím operu v Benátkách, kde poskytl libreto k operě Ermione, nabízené jako "úvod k turné"; v Padově postavil Teatro degli Obizzi (1652), které bylo v první polovině 18. století sídlem opery v Padově.
Tommaso Obizzi byl průkopnickým sběratelem, který do sbírek v Catajo zařadil italské "primitivy", rafinovaná pozdně gotická díla, která byla na hony vzdálená tehdejšímu vkusu. Podobně jako jeho přítel Teodoro Correr v Benátkách chránil svá díla z trecenta a quattrocenta před napoleonskými vojsky v Itálii a nikdy nebyla sekvestrována a poslána do Paříže. Oltářní obraz Svatého Jeronýma od Antonia Vivariniho, který se nyní nachází v Uměleckohistorickém muzeu ve Vídni, zakoupil a nakonec spolu s dalšími ranými italskými obrazy předal rakouskému muzeu Este, které se tak stalo jedním z prvních svého druhu v Evropě.
V 19. století byly sbírky Catajo dále obohaceny o mince a medaile, hudební nástroje a obrazy. Komplex zdědil arcivévoda František Ferdinand d'Este, který rané obrazy převezl do své hlavní rezidence na Konopišti, kde byly po jeho sarajevském atentátu umístěny až do druhé světové války. Většina těchto obrazů pocházejících od rodu "Este" se dostala do Národní galerie v Praze. Zbytek v Castello del Catajo, majetku dědice zesnulého arcivévody Karla I., posledního císaře a krále Rakouska-Uherska, byl jako válečné reparace zabaven italskému státu, který jej v roce 1926 odprodal rodině Dalla Francesca, která jej v současnosti zpřístupňuje veřejnosti.

## Významní představitelé rodu

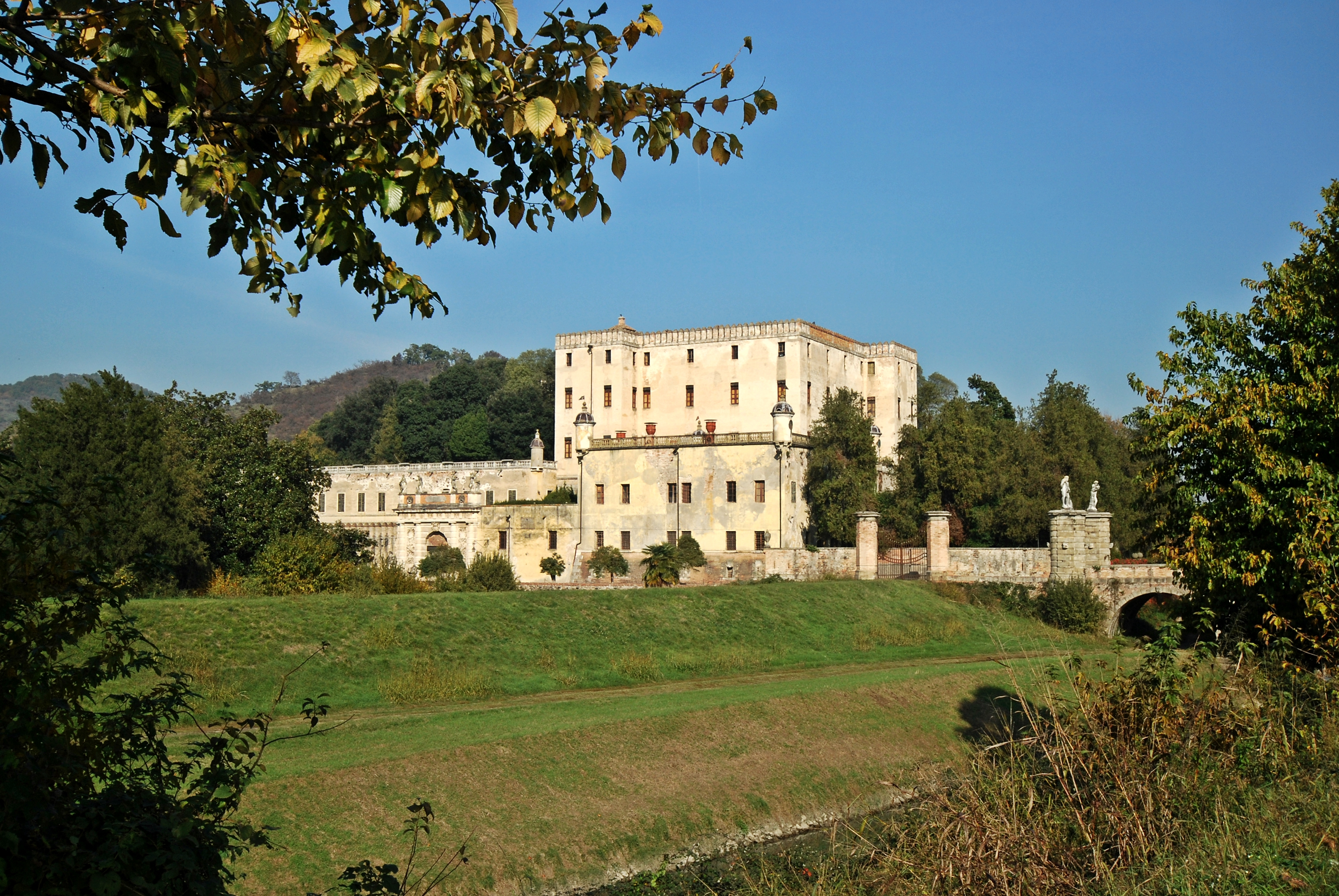
Castello del Catajo v Battaglia Terme. Hrad nechal postavit (rozšířit z původní vily) Pius Aeneas I Obizzi na konci 16. století a stal se sídlem rodu Obizzi.

- Obizzo Obizzi, narozený ve Francii a usazený v Toskánsku kolem roku 1000.
- Guglielmo Malaspina degli Obizzi (Lucca, 13. stol.).
- Obizzo II Obizzi (Padova, 14. stol.).
- Anthony II Obizzi (Padova, 15. stol.).
- Pius Aeneas I Obizzi (Padova, 16. stol.). Postavil hrad Catajo a podle legendy vynalezl houfnici, dělostřeleckou zbraň s krátkou hlavní.
- Roberto Obizzi (Padova, 17. století).
- Pio Enea II Obizzi (Padova, 1592–1674), propagátor melodramu.
- Lucrezia Dondi dall'Orologio Obizzi (Padova, 1610–1654), manželka Pia Enea II Obizzi, tragicky zesnulá.
- Ferdinando II Obizzi (Padova, 18. století).
- Tommaso Obizzi (Padova, 1750–1803), poslední potomek prvorozené linie).